# Украинская автокефальная православная синодальная церковь
Украинская автокефальная православная синодальная церковь — обновленческая юрисдикция, действовавшая с 1922 года до конца 1930-х годов на территории Украинской ССР. 7 октября 1925 года получила автокефалию от обновленческой «Православной Российской Церкви».

## История
Обновленчество вскоре после своего возникновения распространилось и на территорию Украины. Было сформировано Высшее церковное управление Украины, Крыма и Галиции или Всеукраинское высшее церковное управление (ВУВЦУ). На съездах обновленцы призвали развернуть «построение церковно-приходской жизни на евангельских принципах свободы, братства и равенства» и освободить церковь «от карьеристского монашества», под которым подразумевали архиереев, не признавших обновленческое ВЦУ. Живоцерковники вскоре взялись за выявление и изгнание «черносотенных» иерархов православной церкви. Всеукраинская антирелигиозная комиссия дала указания ГПУ и прокуратуре способствовать церковным реформаторам в этой административной борьбе с «тихоновщиною».
В середине июля 1922 года в Харькове на собрании священников и мирян принято решение об отстранении от руководства епархией сторонника митрополита Тихона архиепископа Нафанаила (Троицкого) и командирования для этой цели делегации к Высшему церковному совету. Во всех уездах губернии, кроме Лебединского, были созданы группы «Живой церкви».
В сентябре в Киевской губернии сторонники «Живой церкви» во главе с епископом Алексеем на заседании епархиального совета поставили вопрос об отстранении от руководства епархией сторонника митрополита Тихона епископа Михаила (Ермакова) и выступили против постановления совещания духовенства и епископского собора в его поддержку. После этого Киевская обновленческого группа выделила из своего состава временное Высшее церковное управление епархией. В том же месяце в Одессе создана группа «Живой церкви» под названием «Церковный движение». Руководство епархией осуществлял сторонник патриарха Тихона архиепископ Феодосий. В этом месяце в Николаевской губернии созданы группы сторонников «Живой церкви» в составе 27 священников и 19 членов церковных советов в Херсоне Николаевского уезда, Алешках Днепровского уезда и Очакове Николаевского уезда.
В середине августа 1922 года создана группа «Живой церкви» и в Чернигове.
В начале июля 1923 года в Одессе председатель Высшего церковного совета митрополит Евдоким (Мещерский) призвал всех священнослужителей прекратить борьбу с «Живой церковью» и объединиться с ней.
В августе 1923 года обновленцы преобразовали ВЦУ в обновленческий Священный Синод. «Живая церковь», «Союз церковного возрождения» и «Союз общин древлеапостольской церкви» объединились в Российскую православную (синодальную) церковь. Соответствующая реорганизация состоялась в церковном конгрегации украинских обновленцев.
25—27 октября 1923 года был созван І Всеукраинский обновленческий собор, где было провозглашено создание Украинской синодальной церкви (УСЦ). Вместо ВУВЦУ был сформирован Всеукраинский православный священный синод, председателем которого избрали архиепископа Пимена (Пегова), возведённого в сан митрополита.
14 мая 1925 года в Харькове открылся обновленческий собор, в котором участвовало 32 епископа, 88 священников и 86 мирян, собор проголосовал за провозглашение автокефалии Украинской Церкви и украинизацию богослужения. Был сформирован Всеукраинский Священный Синод, его председателем был Пимен (Пегов). Вместе с тем была аннулирована установленная Поместным Собором 1923 года равночестность белого и монашеского епископата и восстановлен монашеский епископат, запрещено второбрачие.
2 сентября 1925 года в Мелитополе Донецкой губернии состоялся областной съезд «обновленцев». Прибыло 60 делегатов. Проект резолюции об организации при обновленческих церквях кружков для нравственного воспитания молодёжи был провален агентами советской власти.
7 октября 1925 года на втором Поместном Соборе обновленцев в Москве украинской части церкви была дарована автокефалия. На том же соборе обновленцы отменили большинство своих радикальных нововведений.
Собранный в 1928 году митрополитом Пименом (Пеговым) собор установил монашеский епископат и запретил второбрачие.
16 февраля 1935 году митрополит Пимен (Пегов), за нежелание подчиняться всесоюзному центру и антиобновленческую деятельность был уволен со всех постов.
Во второй половине 1930-х годов большинство храмов Украинской Синодальной церкви была ликвидирована советской властью.